# 曹履泰
曹履泰（？—1648年），字大来，號方城，浙江海鹽縣人。明末政治人物。

## 生平
萬曆三十四年（1606年）丙午科舉人，天启五年（1625年）乙丑科進士，於福建同安縣任縣令五年，施政嚴保甲、練鄉勇，保固地方不遺餘力，因此招撫鄭芝龍，同黨李魁奇、鍾斌仍為海寇，蹂躪中左所，履泰日率領父老子弟練兵，軍容甚盛，諸海盜相戒勿犯；後任吏科给事中，明亡，投效唐王於側，於贛州遭遇清兵，拒降跳崖僅輕傷，次年返鄉病逝。

## 家族
子曹元方，崇禎十六年（1643年）進士。

## 著作
著有《靖海紀略》，為履泰任同安時，與上司往返之文件。書分4卷，前3卷主要為書信，共計100餘封；第4卷為辦理團練的過程及成效，極具史料參考價值。